# Schofar

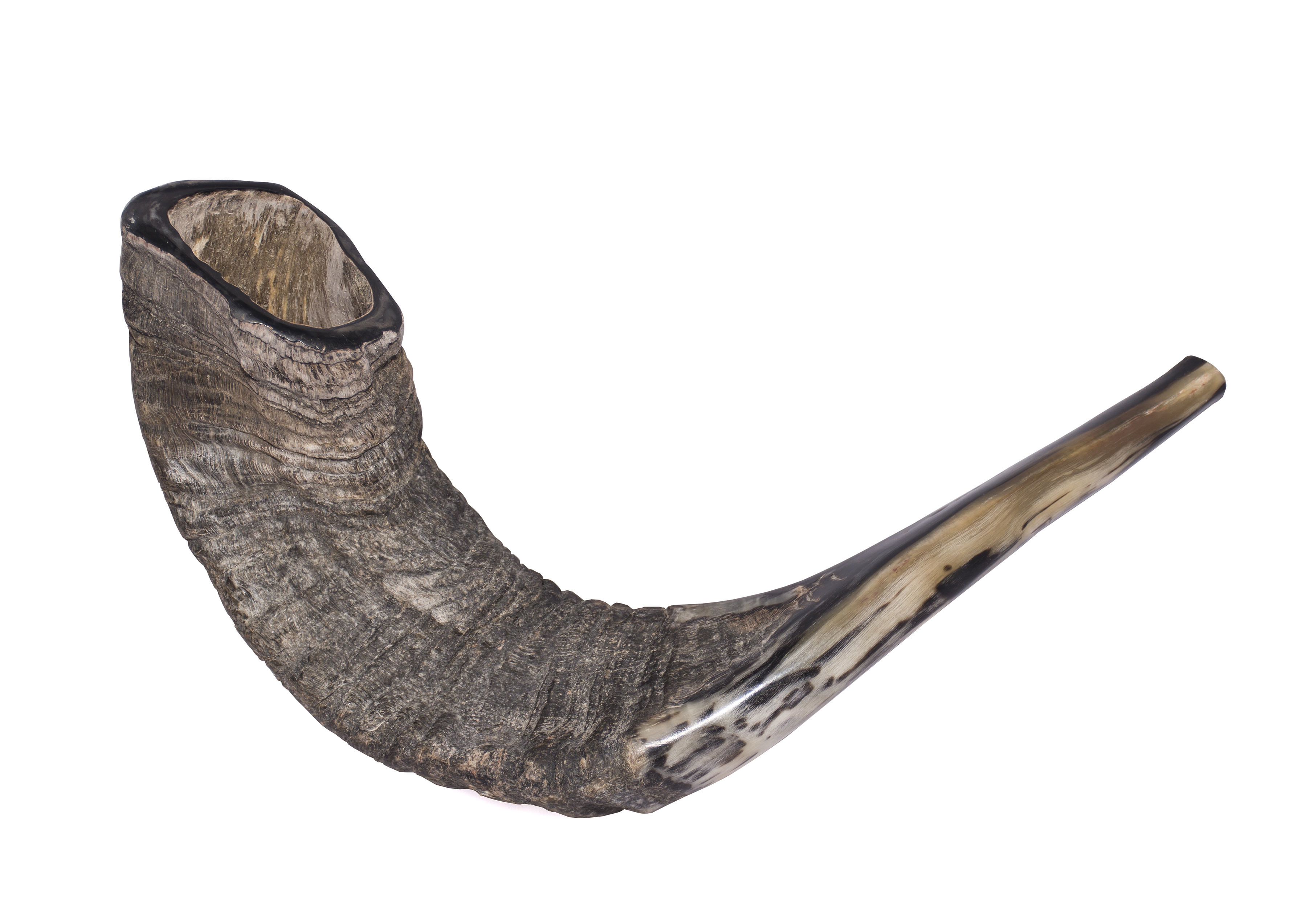
Schofar

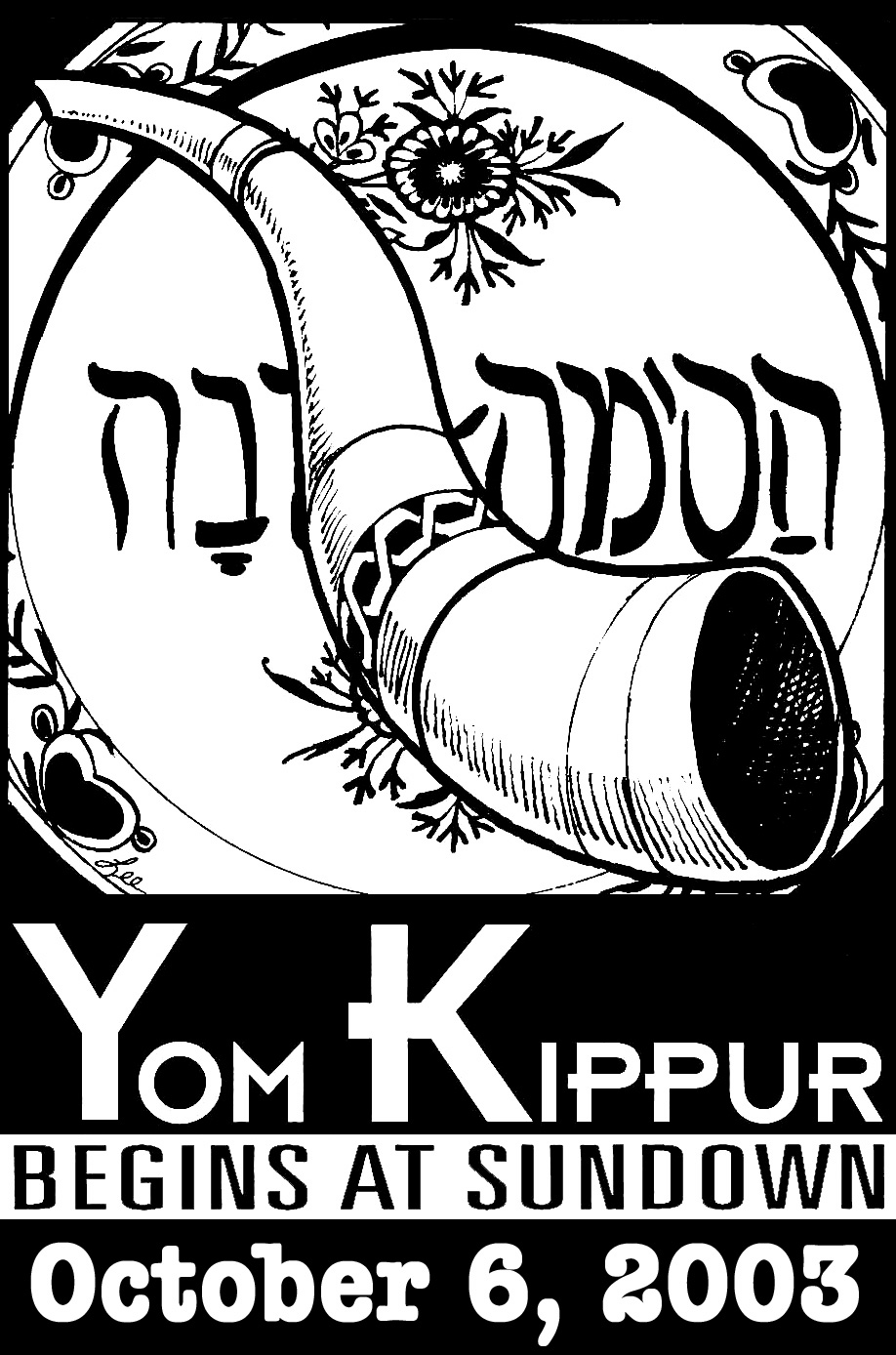
Darstellung eines Schofar auf einem Plakat zu Jom Kippur

Der Schofar oder das Schofarhorn (von hebräisch שׁוֹפָר šōfār, Plural Schofaroth), auch schaufor (bei Aschkenasim), sophar (bei Sephardim), shoyfer (jiddisch), auch Halljahrposaune bzw. Hallposaune, ist ein altes Naturhorn aus dem Vorderen Orient und das häufigste im Tanach erwähnte Musikinstrument.
Das aus dem Horn eines Widders oder eines Kudu gefertigte Blasinstrument hat seinen Ursprung in der jüdischen Religion und dient Juden wie zu biblischen Zeiten bis heute unverändert zu rituellen Zwecken. Der Schofar ist als einziges Instrument des Altertums noch heute in Synagogen in Gebrauch und zählt zu den liturgischen Instrumenten. Er wird wie ein Blechblasinstrument nach dem Prinzip der Polsterpfeife angeblasen.

## Anwendung
Der Schofar erinnert unter anderem an die geplante Opferung Isaaks durch Abraham für Gott. An Isaaks Stelle wurde dann aber ein Widder geopfert, dessen Hörner Gott an das stellvertretende Sühneleiden Israels erinnern sollen (1. Buch Mose, Kapitel 22).
Bei der Eroberung Jerichos unter Josua (Jos 6,4 ) waren es sieben Hallposaunen, die vor dem Einsturz der Stadtmauern geblasen wurden.
Auch aus dem Brauch, zur Salbung eines Königs den Schofar zu blasen, wurde das symbolische Ritual des Schofarblasens zur feierlichen Anerkennung Gottes als König, Beschützer und Richter. Es soll allgemein aus einer gedankenlosen Lebensweise aufrütteln. Der Schofar wird nach in Tora und Talmud festgelegten Mitzwot geblasen, unter anderem zum Morgengebet beim jüdischen Neujahrsfest Rosch ha-Schana. Ebenso sind für das Ende des Versöhnungstages Jom Kippur genaue Anweisungen bezüglich der Tonfolge und Blasweise festgelegt.
Fällt ein Fest auf einen Schabbat, wird der Schofar nicht geblasen, da das Verwenden von Musikinstrumenten in dieser Zeit verboten ist.
Konservative evangelikale Christen in den Vereinigten Staaten imitieren mit dem Blasen des Schofar biblische Überlieferungen: „Wo das Horn ertönt, redet Gott. Es verkündet den Sieg der Gerechten, soll Gegner einschüchtern und zur Buße rufen.“

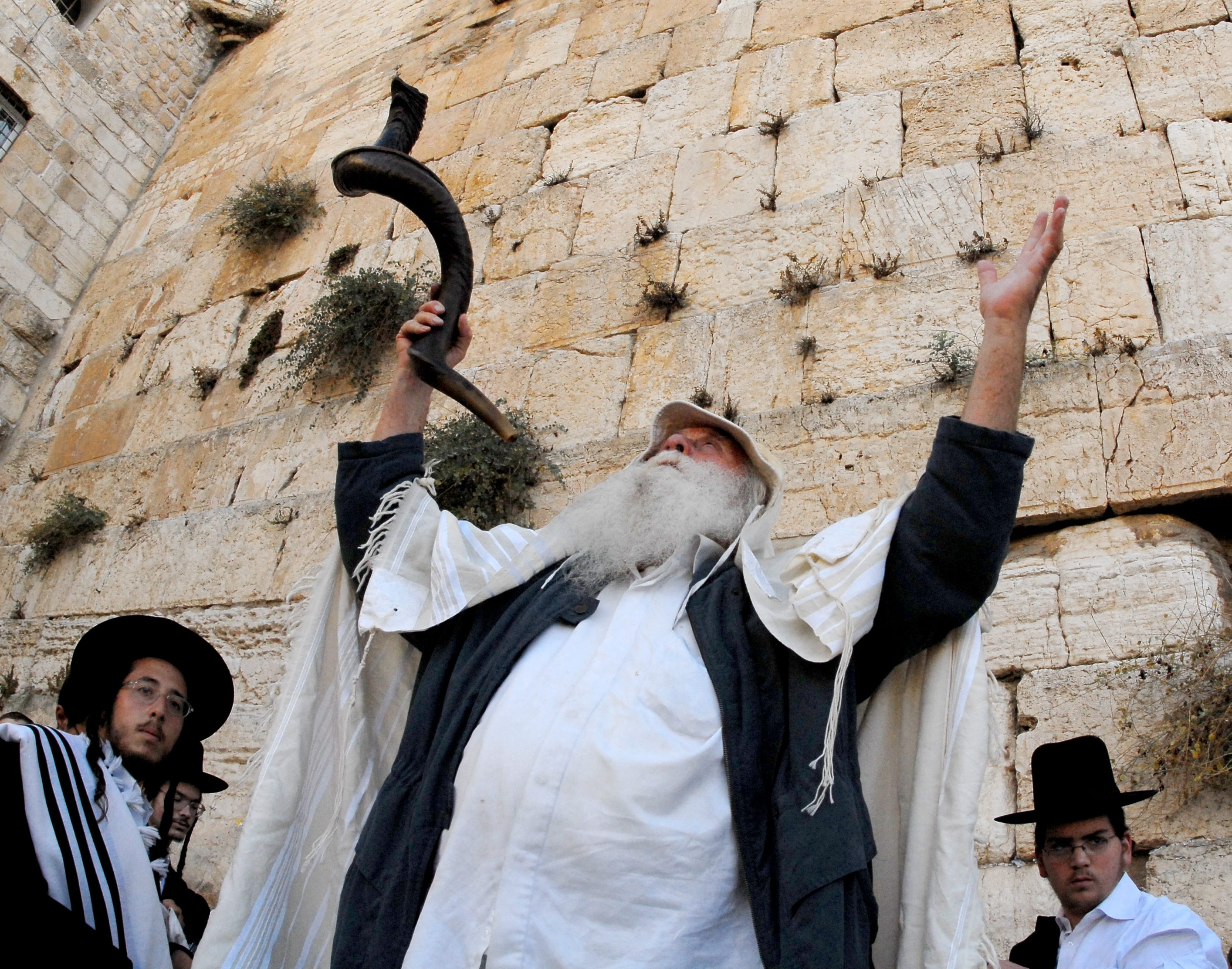
Slichot-Gebete mit Schofarhorn vor dem Versöhnungstag (Jom Kippur) - Westmauer, Jerusalemer Altstadt, 2008.
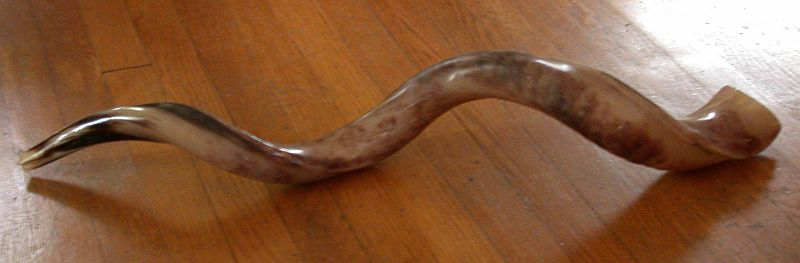
Ein Schofar im jemenitischen Stil
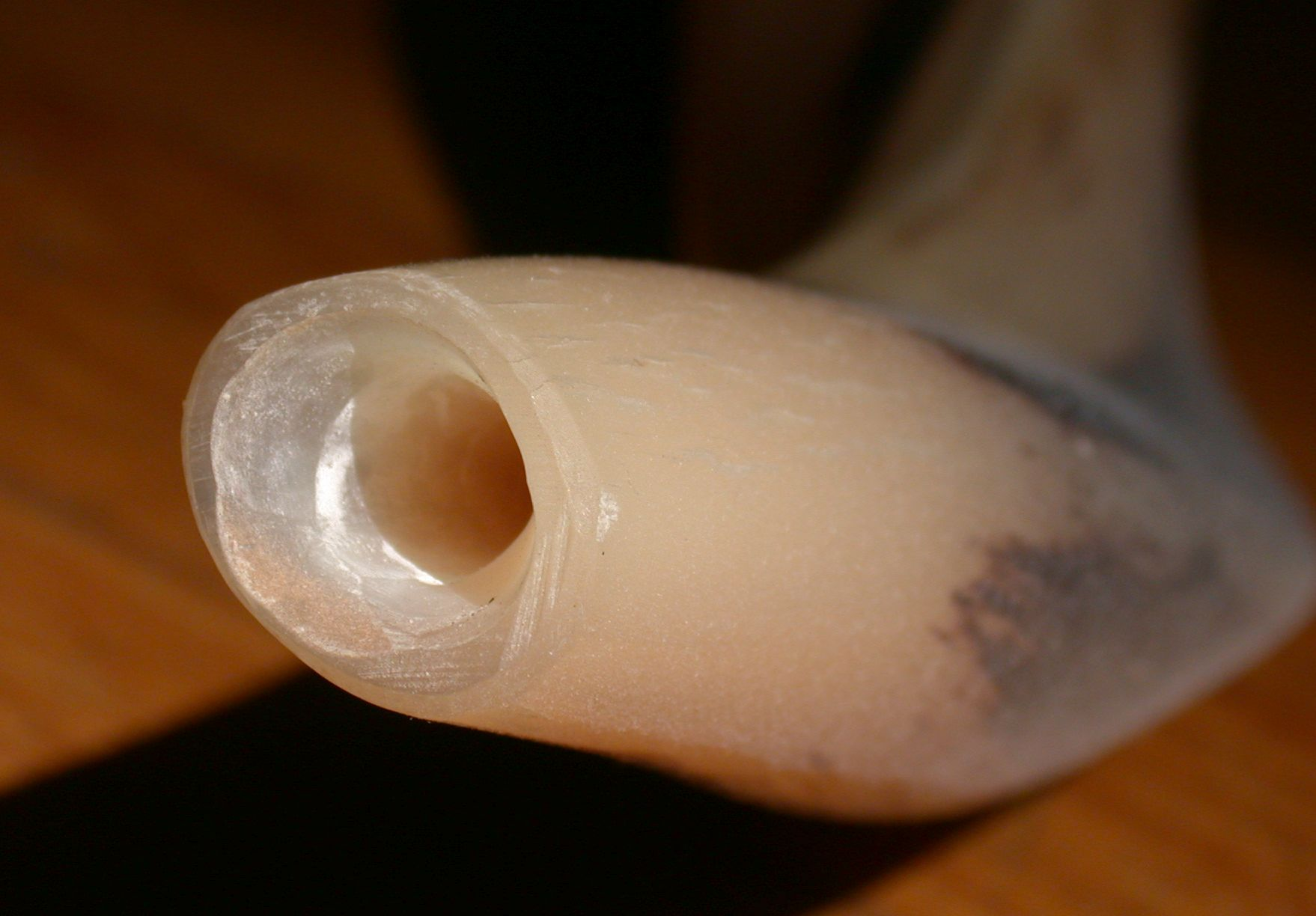
Mundstücke eines Schofars im jemenitischen Stil
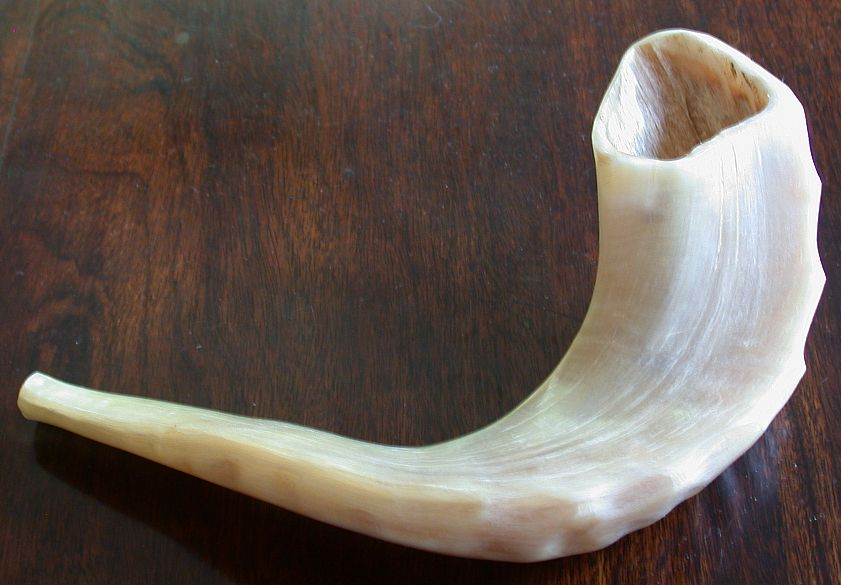
Kleiner Schofar im aschkenasischen Stil
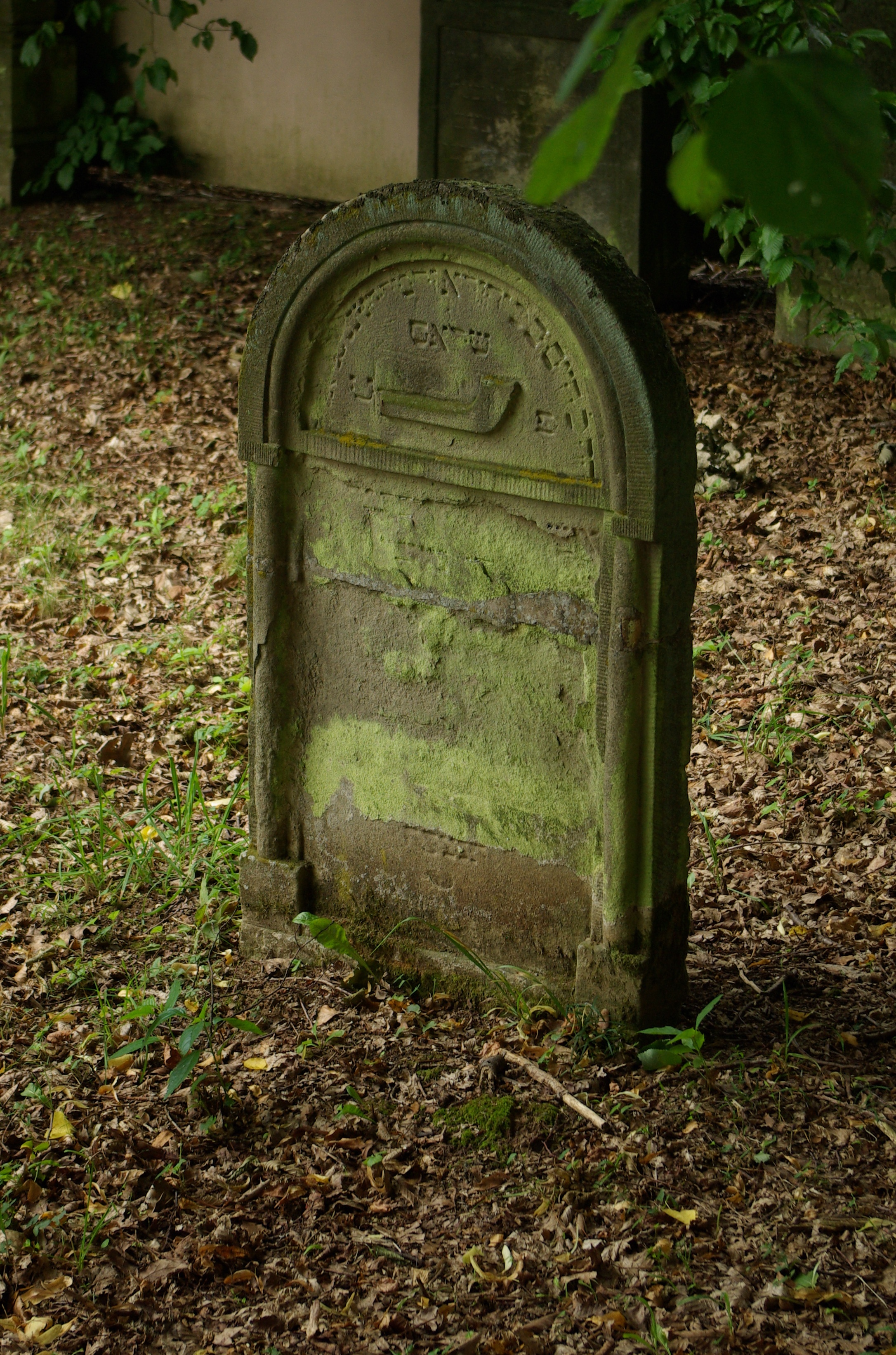
Mazewa mit Schofar auf dem Jüdischen Friedhof in Buttenheim, Oberfranken
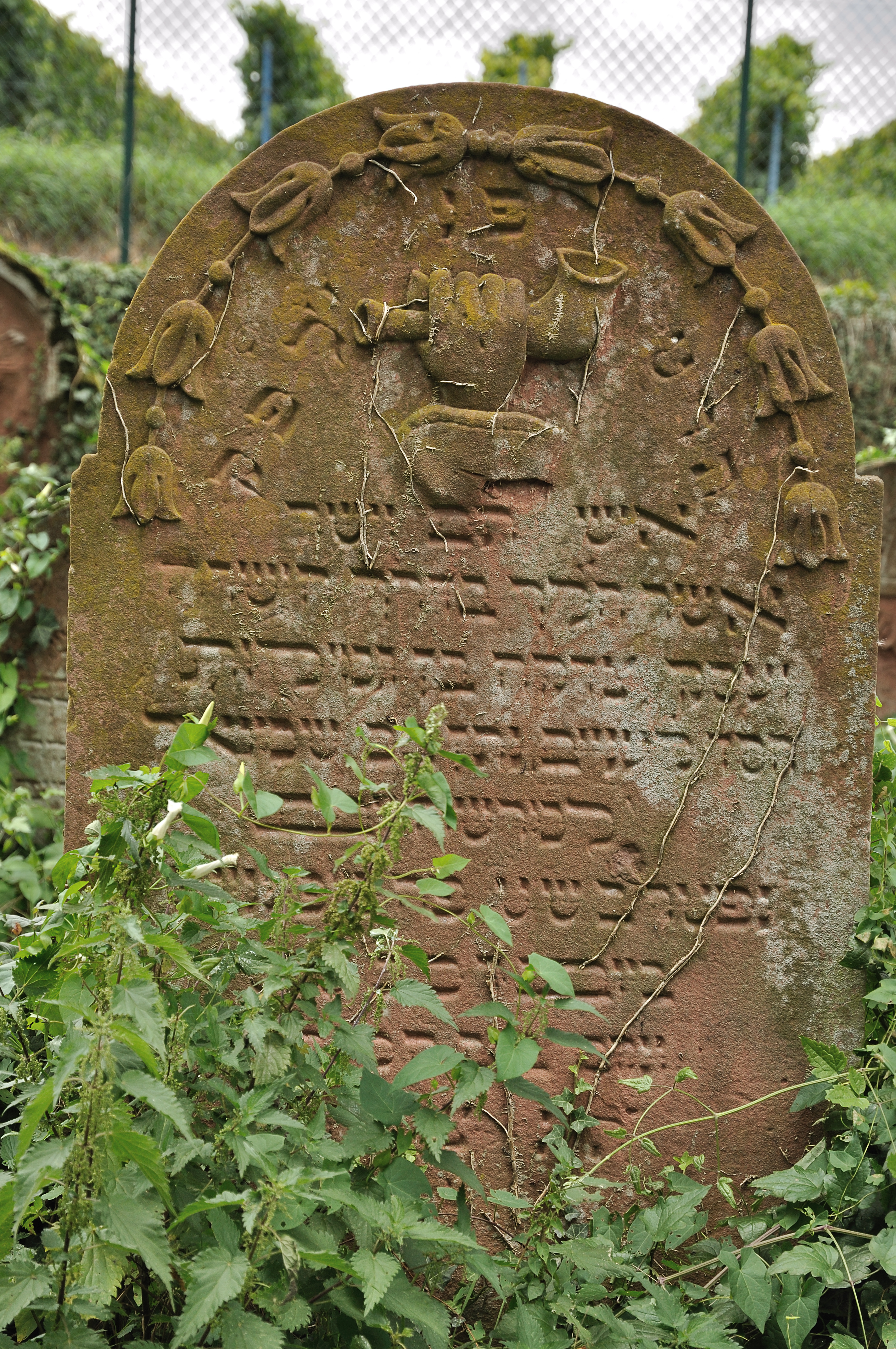
Mazewa mit Schofar auf dem Jüdischen Friedhof in Essingen, Pfalz
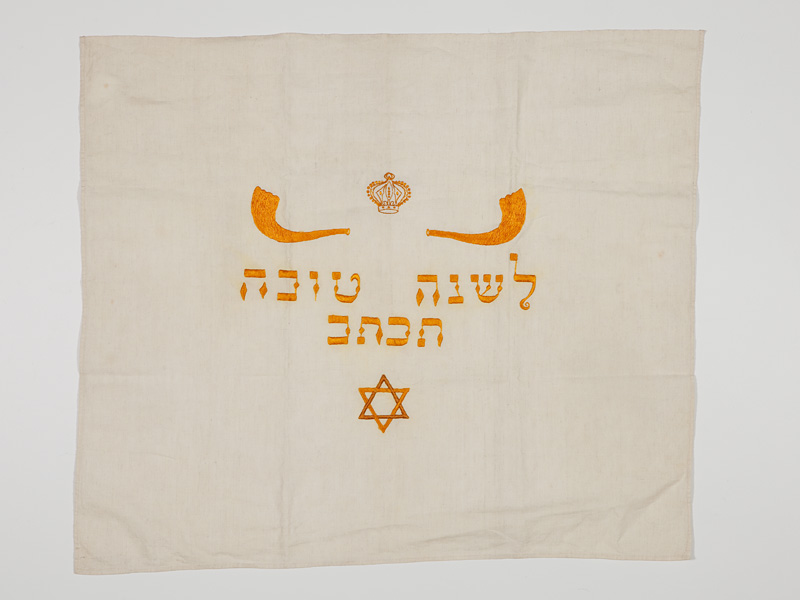
Schofar-Decke aus Leinen, 20. Jahrhundert, in der Sammlung des Jüdischen Museums der Schweiz.

## Grundtöne
Es gibt vier grundlegende Signaltöne:
| Name          | Beschreibung                                       | Bedeutung                 |
| ------------- | -------------------------------------------------- | ------------------------- |
| Teki‘a        | ein langer Ton                                     | der König kommt           |
| Schewarim     | drei kurze Töne                                    | Gott erbarme Dich (Gnade) |
| Teru‘a        | neun bis zwölf sehr kurze Töne (klingt wie weinen) | gebrochenes Herz          |
| Teki‘a gedola | ganz langer Ton (bis einem die Luft ausgeht)       | der HERR kommt wieder     |

Der Schofar im Tempel von Jerusalem wurde bei vielen Anlässen zusammen mit der langen geraden Metalltrompete Chazozra geblasen. In nachbiblischer Zeit gewann der Schofar an Bedeutung, da Musikinstrumente aus Trauer über die Zerstörung des Tempels aus der Liturgie verbannt wurden. Der weltliche Gebrauch des Schofars ging aber zurück, auch wenn die Wiedervereinigung Jerusalems im Jahr 1967 verkündet wurde.

## Herstellung
Der Schofar wird aus einem Horn angefertigt, die mundstückähnliche Öffnung zum Anblasen mit den Lippen entsteht meist durch das Absägen der Hornspitze und anschließende etwas kesselförmige Ausformung.
Das einfach gebogene Widderhorn der aschkenasischen Juden hat kein Mundstück, bei den sephardischen Juden jedoch kann es mit einem einfachen Mundstück ausgestattet sein. Nach dem Talmud Jeruschalmi soll das Mundstück für den zum Neujahrsfest zu verwendenden Schofar außen, aber auf keinen Fall im Inneren mit Gold überzogen sein. Spätere Regelungen verbieten wiederum, das Mundstück mit Gold oder Silber zu versehen. Das Horn des Kudus ist länger und spiralförmig gewunden.
Kudu (eine Antilope) und Widder waren ursprünglich auch in Kanaan beheimatet, kommen heute nur noch in Südafrika in größerer Anzahl vor. Dort wird aus dem Kuduhorn das quer geblasene Naturhorn Phalaphala hergestellt.
Der Schofar kann aus dem Horn eines jeden koscheren Tiers angefertigt werden, auch wenn dieses nicht rituell geschlachtet wurde. Eine Ausnahme wird bei den Hörnern von Rindern gemacht: Da diese zu sehr an das Goldene Kalb erinnern, wird das Horn einer Kuh oder eines Ochsen nicht verwendet.
Im Jahr 2011 gab es in Israel drei Betriebe, die Schofaroth herstellten.